# رولف بيوركلاند
رولف بيوركلاند (بالسويدية: Rolf Björklund)‏ هو لاعب كرة قدم سويدي، ولد في 2 أكتوبر 1938 في السويد. شارك مع منتخب السويد لكرة القدم. أما مع النوادي، فقد لعب مع نادي مالمو.

## مسيرته الكروية
لعب رولف بيوركلاند خلال مسيرته الاحترافية مع نادِ واحدٍ في أحد عشر موسمًا وسجل خلالها هدفًا واحدًا ضمن 192 مباراة. حيث فاز في موسم واحد بالكأس وفي ثلاثة مواسم بالدوري.
خاض رولف بيوركلاند مسيرته مع نادي مالمو في موسم 1960 ليلعب معه أحد عشر موسمًا، مشاركًا في 192 مباراة سجل خلالها هدفًا واحدًا.

## وصلات خارجية
- رولف بيوركلاند على موقع قاعدة بيانات كرة القدم.إي يو (الإنجليزية)
- رولف بيوركلاند على موقع ناشيونال فوتبول تيمز (الإنجليزية)